# كرومات البوتاسيوم
 كرومات البوتاسيوم مركب كيميائي له الصيغة K2CrO4 ، ويكون على شكل بلورات صفراء .

## الخواص
- بلورات مركب كرومات البوتاسيوم غير مسترطبة، لكنها على الرغم من ذلك جيدة الانحلال في الماء، إلا أنها لا تنحل في الإيثانول.
- المحاليل المائية من كرومات البوتاسيوم لها صفة قلوية.

## التحضير
يحضر مركب كرومات البوتاسيوم من ثنائي كرومات البوتاسيوم وذلك في وسط قلوي، إذ أن التوازن الكيميائي للمعادلة أدناه ينزاح باتجاه الطرف الأيمن بوجود وسط قلوي.
H2O + K2Cr2O7 ⇌ 2K2CrO4 + 2H2O

## الاستخدامات
يستخدم كدليل في تفاعلات الترسيب في التقدير الكمي لأيونات الكلوريد في ماء الشرب.
ويستخدم للتحضير املاح الكرومات
وأيضًا يستخدم كخضاب اصفر

## معرض صور